# 蔵重久

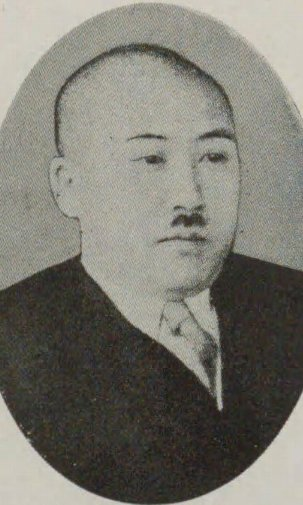
蔵重久

蔵重 久（くらしげ ひさし、1890年（明治23年）1月1日 - 1962年（昭和37年）3月11日）は、日本の検察官、内務・警察官僚。官選県知事、姫路市長。

## 経歴
山口県出身。蔵重梅吉の長男として生まれる。1914年、東京帝国大学法科大学法律学科を卒業し、司法官試補となる。
以後、大阪地方裁判所検事、松江地方裁判所検事、津山区裁判所検事、三重県警視、新潟県理事官・農務課長、福島県書記官・警察部長、奈良県書記官・警察部長、岐阜県書記官・内務部長、茨城県書記官・内務部長、兵庫県書記官・総務部長などを歴任。
1935年6月、沖縄県知事に就任。政府の指示に従い、国民精神総動員を推進。1938年6月、鹿児島県知事に転任。肝属地方風水害の復旧、屋久島発電計画などを推進。1939年4月17日、依願免本官となり退官した。その後、同年5月から6月まで姫路市長を務めた。
戦後は山口県厚狭郡楠町（現・宇部市）で清酒製造・販売を手掛ける「蔵重酒造」を営んだ。